# Nebenblatt

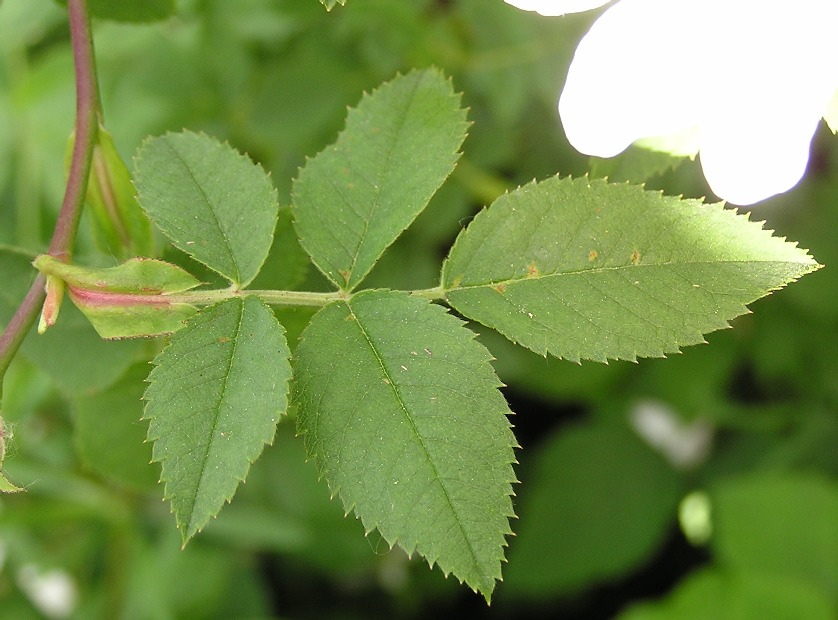
Blatt der Hunds-Rose (Rosa canina) mit zu einem Flügelpaar verwachsenen Nebenblättern (adnate)

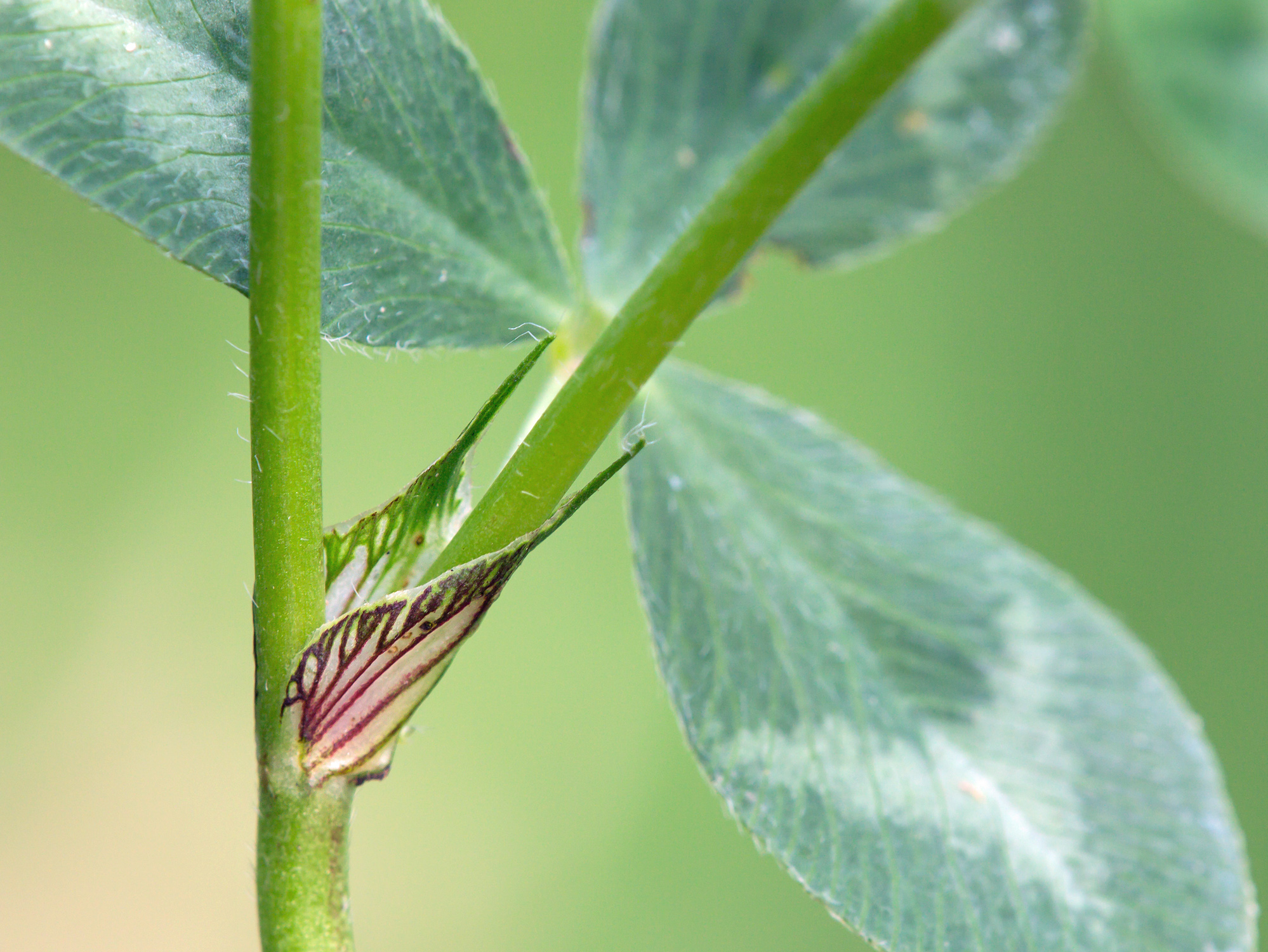
Lateralstipeln bei Trifolium pratense

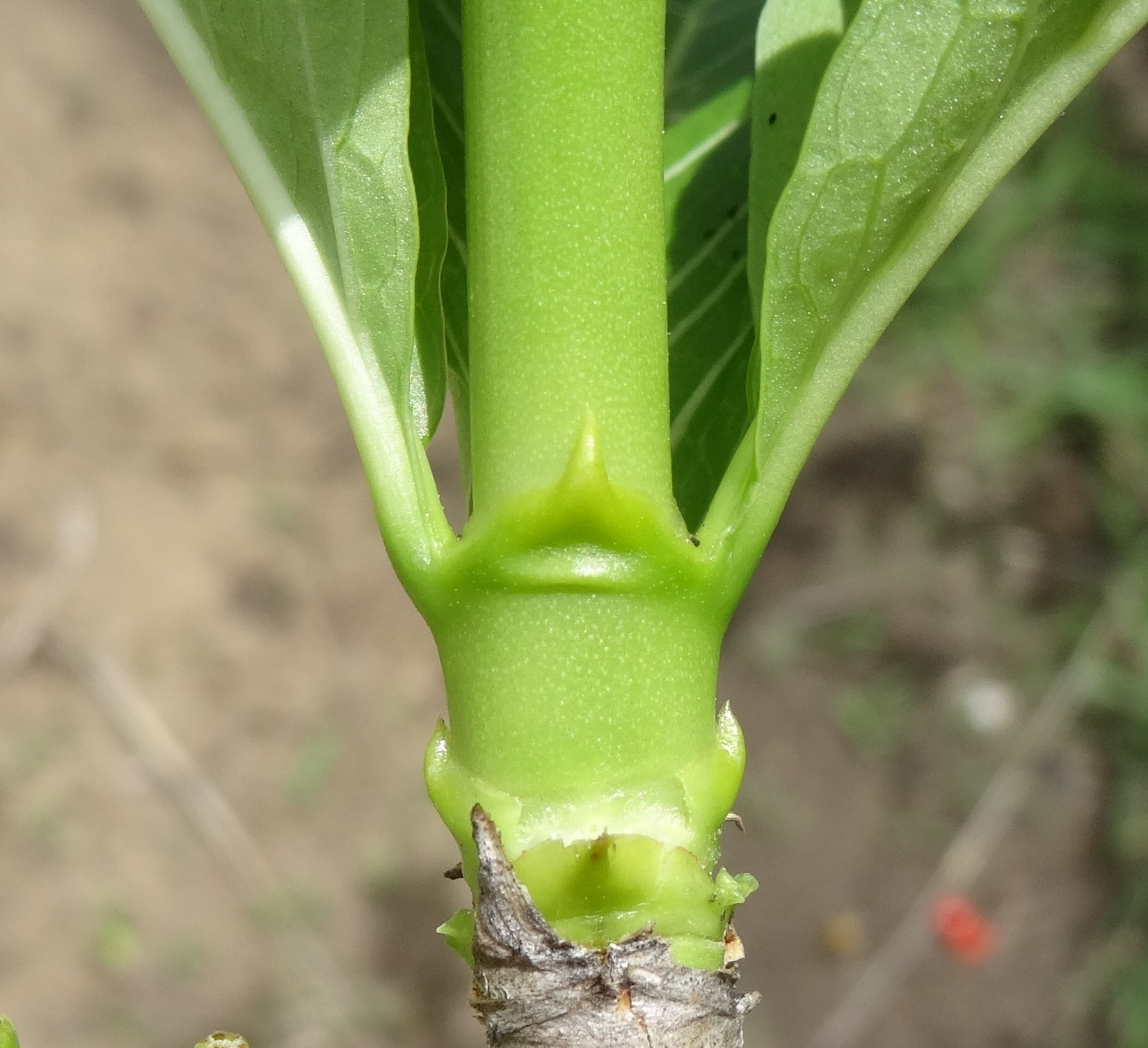
Interpetiolarstipeln – Rötegewächse (Rubiaceae)

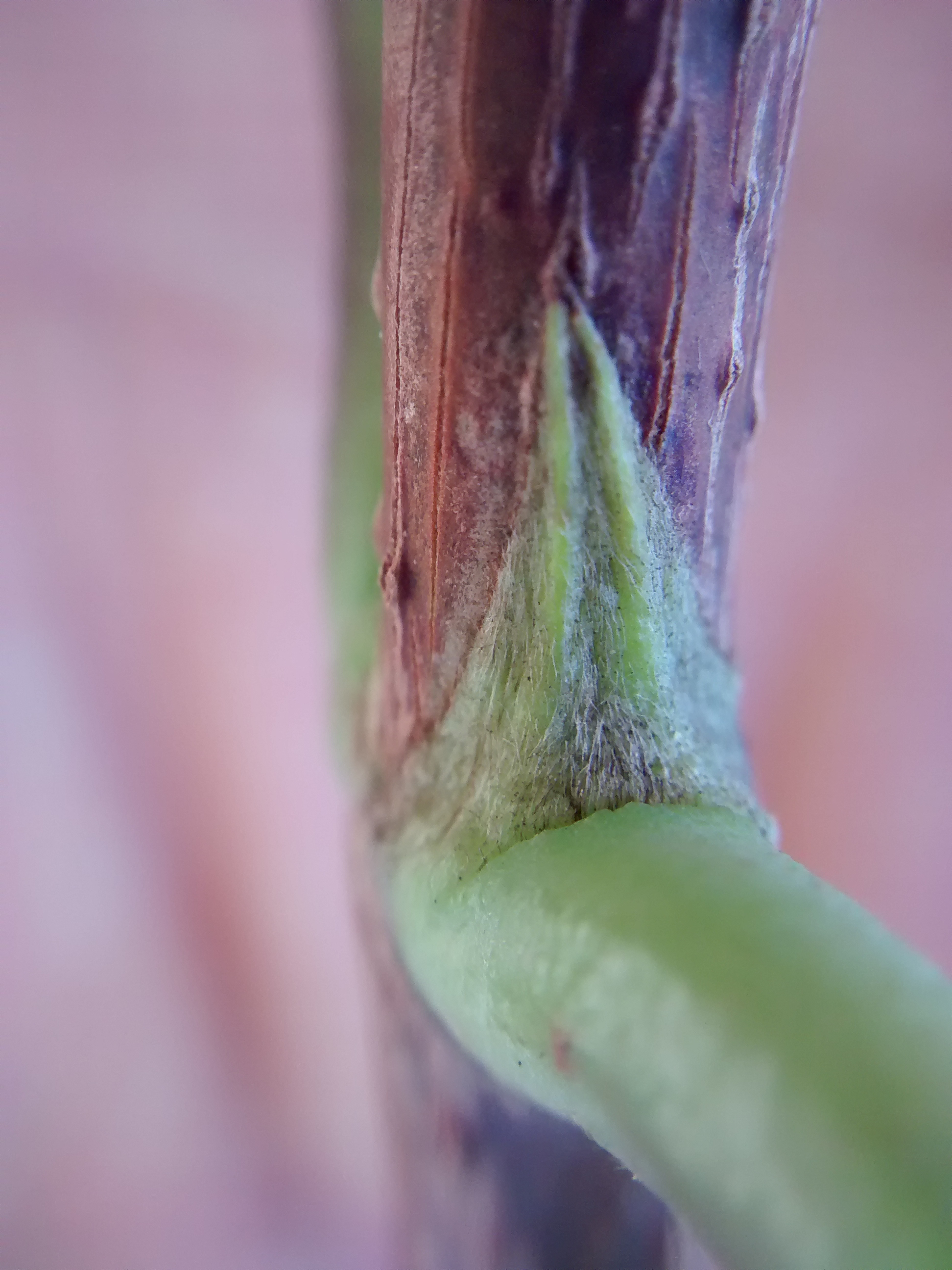
Intrapetiolares Nebenblatt bei Lophanthera lactescens

Die Nebenblätter (Stipulae oder Stipeln), auch Afterblätter, sind blattähnliche Auswüchse des Blattgrundes vieler Pflanzenarten, also des untersten Teils eines Laubblattes, an dem er am Stängel angeheftet ist. Sie sind ein wichtiges Bestimmungsmerkmal. Einigen Pflanzenfamilien fehlen Nebenblätter (exstipulate).
Bei den Zweikeimblättrigen kommen die Nebenblätter immer paarweise, rechts und links des Blattgrundes vor. Auf dem Bild rechts sieht man ein Blatt der Hundsrose (Rosa canina), bei dem die beiden Nebenblätter mit der Blattachse verwachsen sind. Bei den Einkeimblättrigen sind die Nebenblätter scheinbar blattachselständig. Bei den Süßgräsern sind sie als kleines Häutchen (Ligula) am oberen Ende der Blattscheide ausgebildet.
Die Nebenblätter können sehr verschieden ausgebildet sein:
- Lateralstipeln (seitenständig, free lateral), rechts und links seitlich, seitwärts des Blattgrundes, sind die Stipeln nach außen gerichtet, anstatt entlang dem Blattstiel, so nennt man dies auch „extrapetiolar“. Sie können auch ab- oder aufwärts gerichtet sein oder stängel- oder halbstängelumfassend verwachsen sein.
- Als mit dem Stängel verschmolzenes Flügelpaar (adnate), wie bei Rosen (Rosa).
- Bei einigen Schmetterlingsblütlern (Fabaceae, Ordnung Fabales) haben die Nebenblätter ungefähr die Form der normalen Fiederblättchen. Bei den meisten in Europa heimischen Rötegewächsen haben die Nebenblätter die gleiche Form wie die gegenständigen Laubblätter, hier erscheinen sie in Scheinquirlen.
- Bei der Robinie (Robinia pseudoacacia) sind die Nebenblätter zu Dornen (Nebenblattdornen) (spinous) umgewandelt.
- Bei den meisten Rötegewächsen und Cunoniaceae sind bei gegen- oder quirlständiger Blattstellung die Stipeln benachbarter, gegenständiger oder wirteliger Blätter in einem einheitlichen, verwachsenen Gebilde zwischen den Blättern am Stängel angeordnet. In diesem Fall verwendet man den Begriff Interpetiolarstipeln.
- Bei manchen Gewächsen können die Stipeln auch zwischen der Blattachsel und dem Stängel angeordnet sein, sodass man dann von Intrapetiolarstipeln spricht.
- Sind die Nebenblätter zentral vereinigt, verwachsen spricht man von Medianstipeln bzw. Axillarstipeln, (Ligula). An Blattstielen vereinigen sie sich zu einem zungen- oder kapuzenförmigen Gebilde in medianer Stellung; Houttuynia cordata, Schefflera actinophylla.
  - Bei den Knöterichgewächsen sind die Nebenblätter zu einer häutigen Scheide (Stipel-, Nebenblattscheide) (Ochrea) verwachsen, die den Stängel umfasst (amplexicaul).
- Nebenblätter können auch als Ranken ausgebildet sein (tendrillar), wie bei den  Stechwinden (Smilax).
- Sie können auch zu einem einzigen großen Blatt verwachsen sein (foliaceous, antidromous[3]) wie bei der Rankenplatterbse (Lathyrus aphaca), hier übernehmen sie die photosynthetische Funktion der Blätter, da die Blattspreite zu Ranken umgebildet ist.
- Auch können sie ventral (convolute) auftreten, d. h. sie sind bauchseitig an der Basis des Blattstängels, wie bei den Magnolien. Sie fungieren hier auch als Knospenschuppen.
- Als Knospenschuppen (scaly) können sie auch vorkommen, es sind trockene, kleine, membranöse Schuppen. Normalerweise zwei an der Blattbasis, wie beim Spergel (Spergula).

Haben die Blättchen bei gefiederten Blättern auch kleine, nebenblätterartige oder spornähnliche Auswüchse (Nebenblättchen, sekundäre Nebenblätter), so werden diese als Stipel oder Stipella(e), auch Stipellen bezeichnet.
Man unterscheidet noch die Pseudostipeln oder bei extremer Annäherung an echte Stipeln auch Metastipeln; dies sind basale Ausgliederungen der Blattfläche, im Unterschied zu den normalen Nebenblättern; basale Ausgliederung des Blattgrundes.
Auch als Pseudonebenblätter werden Blätter (Vorblätter) (Aristolochiaceae, Solanum) oder Blättchen (Trichilia, Meliaceae) oder Knospenschuppen (Bignoniaceae) aufgefasst, die wie Nebenblätter erscheinen.
Bei den Mimosengewächsen kommen „Paraphyllidien“ vor, reduzierte, stipellenähnliche Blattstrukturen an der Rhachis oder oft beim Fiederansatz der gefiederten Blätter.

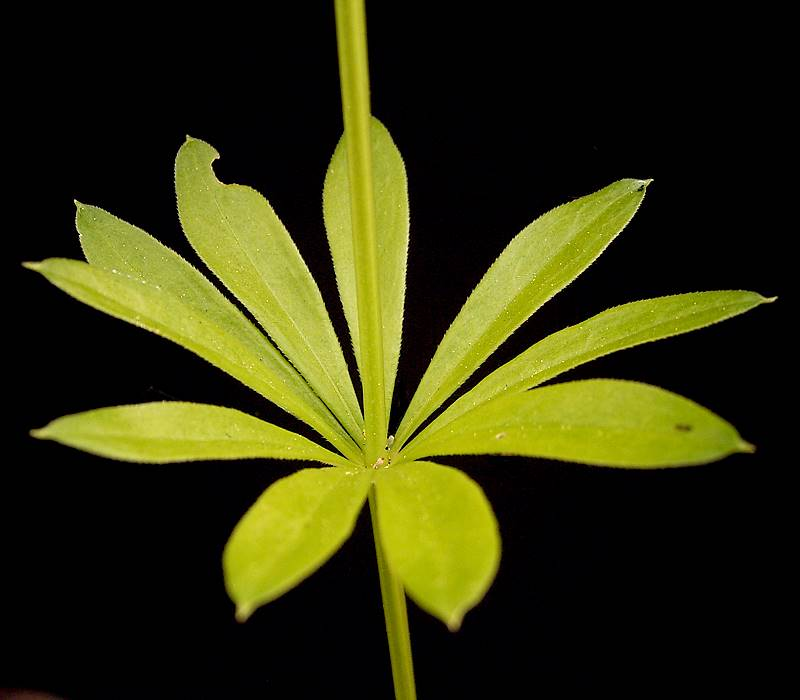
Blätter und blattartige, interpetiolare Nebenblätter in einem Quirl bei Galium odoratum
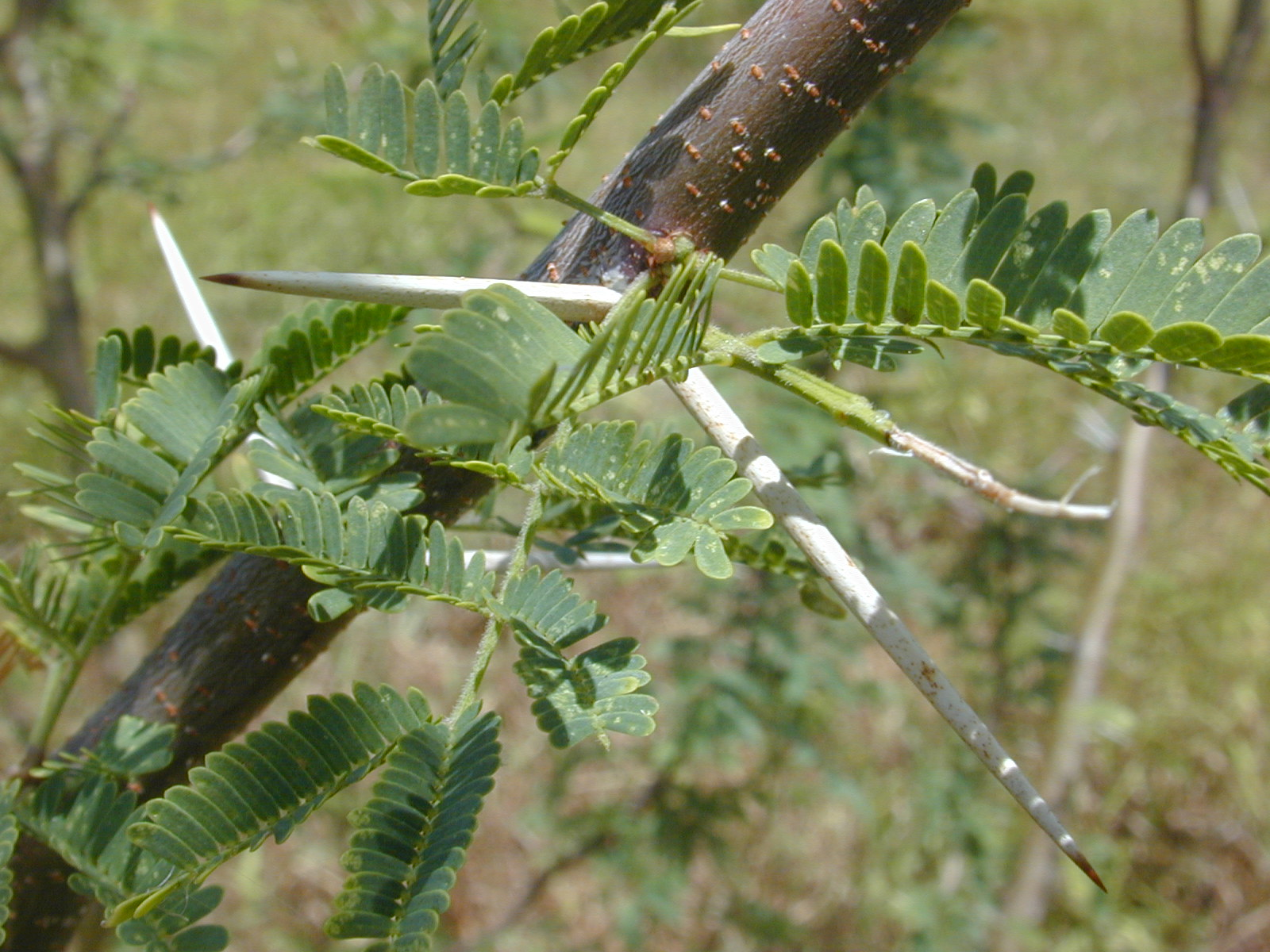
Zu Dornen umgebildete Nebenblätter bei Prosopis pallida
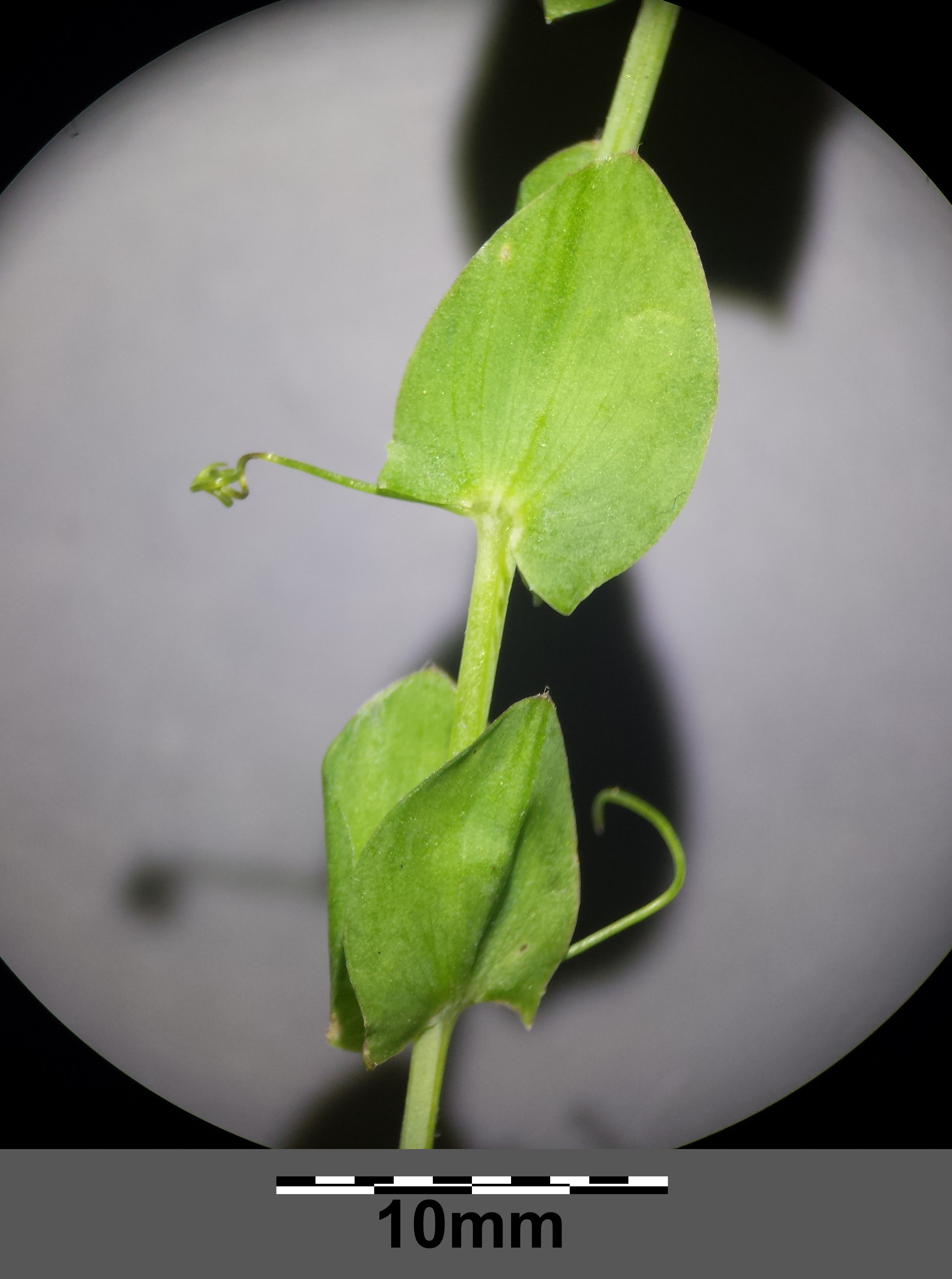
Bei Lathyrus aphaca sind die Blätter zu Ranken umgebildet und die Nebenblätter sind blattartig
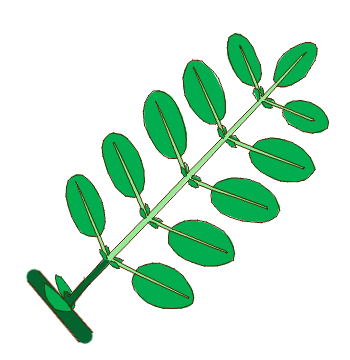
Gefiedertes Blatt mit Nebenblättern und Nebenblättchen
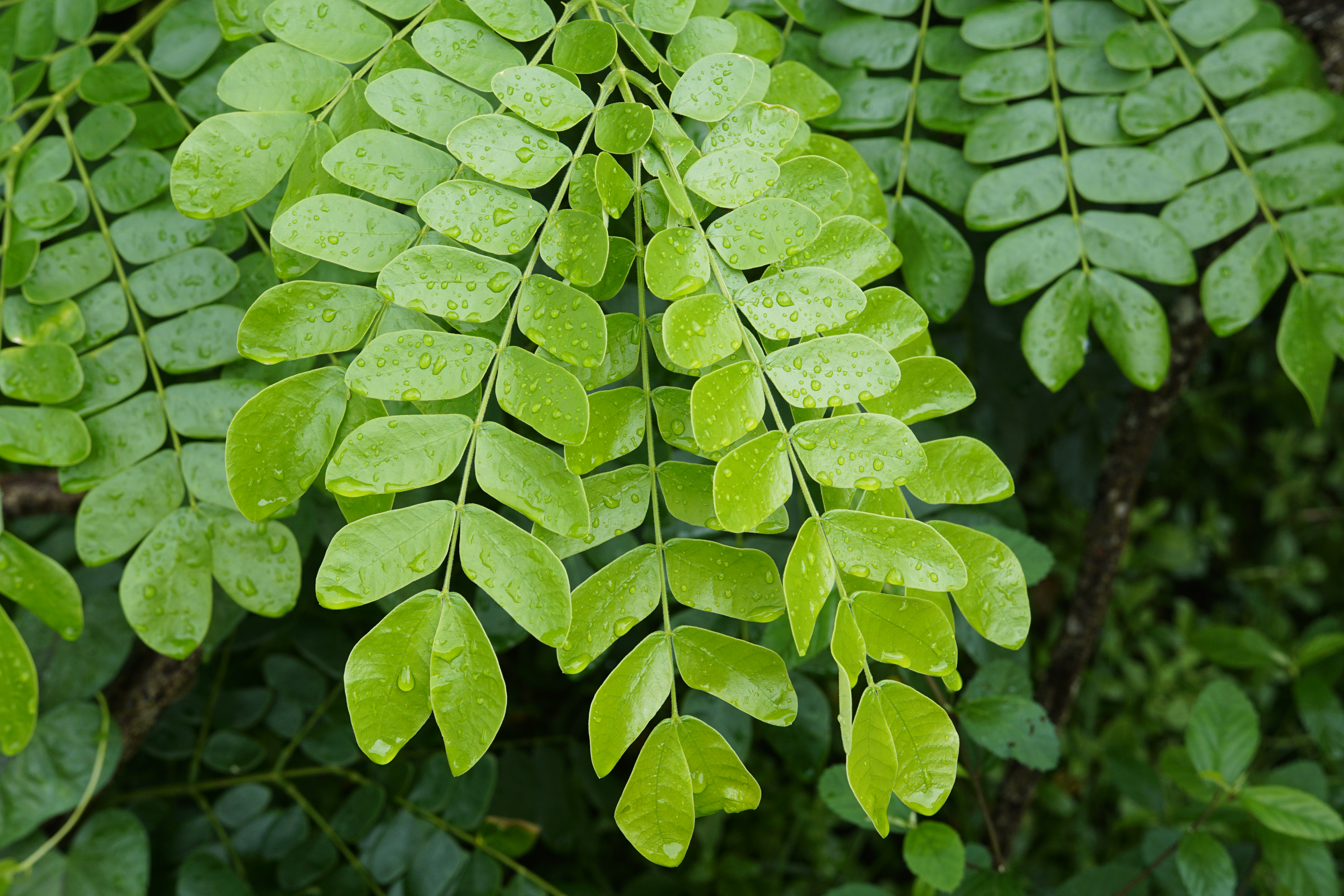
Laubblätter des Regenbaums; man sieht in der Nahaufnahme die hornartigen „Paraphyllidien“
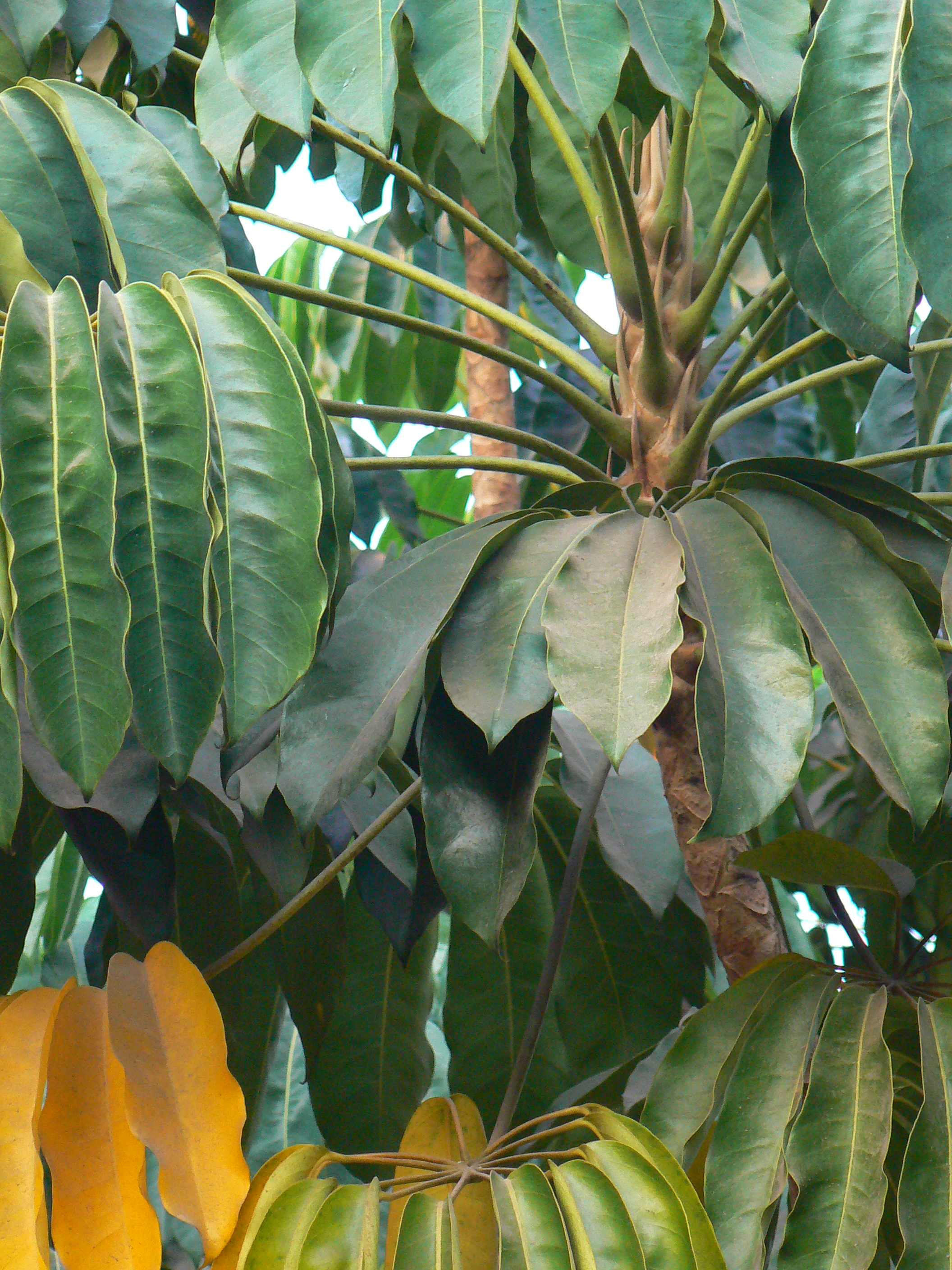
Mediane bzw. hier axillare Nebenblätter bei Schefflera actinophylla, in der Nahaufnahme gut zu erkennen

Die Nebenblätter werden auch nach ihrer Lebensdauer unterschieden:
- Hinfällig (caducous): solche Stipulae fallen vor oder ganz kurz nach der Entfalten der Lamina ab.
- Abfallend (deciduous): solche Stipulae fallen nach der Entfaltung der Lamina ab.
- Dauerhaft, bleibend (persistent): solche Stipulae bleiben langfristig bestehen.